# حسين احمد (المضاربة والعارة)

تعديل مصدري - تعديل

حسين احمد هي إحدى قرى عزلة العارة بمديرية المضاربة والعارة التابعة لمحافظة لحج، بلغ تعداد سكانها 47 نسمة حسب تعداد اليمن لعام 2004.